# 焼酎メーカー一覧
焼酎メーカー一覧（しょうちゅうメーカー一覧）は、焼酎製造企業の一覧。

## 日本の焼酎メーカー

### 四国
- 高知県の焼酎メーカー

### 関東
- 千葉県の焼酎メーカー

### 都道府県別

#### 北海道
- 札幌酒精工業
- 二世古酒造
- 合同酒精旭川工場
- 国稀酒造
- 田中酒造
- 清里焼酎醸造所
- 小林酒造※

#### 青森県
- 六ヶ所地域振興開発
- 泉農場
- 六花酒造
- 鳩正宗

#### 秋田県
- 小玉醸造

#### 岩手県
- 両磐酒造※

#### 新潟県
- 池浦酒造※

#### 富山県
- 若鶴酒造※

#### 群馬県
- 浅間酒造※

#### 栃木県
- 渡邊佐平商店

#### 東京都
- 青ヶ島酒造
- 谷口酒造

#### 愛知県
- 中埜酒造※

#### 京都府
- 宝酒造※

#### 兵庫県
- ヤヱガキ酒造※

#### 三重県
- 伊勢萬※

#### 鳥取県
- 千代むすび酒造

#### 徳島県
- 日新酒類※

#### 長崎県
- 天の川酒造
- 壱岐の蔵酒造
- 壱岐の華

#### 熊本県
- 高橋酒造

#### 宮崎県
- 雲海酒造
- 霧島酒造
- 神楽酒造
- 高千穂酒造

- 明石酒造※
- 柳田酒造

### 五十音順
※印は甲類焼酎メーカー(本格焼酎も作るメーカーを含む)。

#### あ行
- 相生ユニビオ※
- 磯崎酒造
- 稲田本店
- 井上酒造
- 指宿酒造協業組合
- 岩川醸造
- 植園酒造
- 宇都酒造
- 梅ヶ枝酒造
- 梅津酒造
- 江井ヶ嶋酒造※
- オエノンホールディングス（合同酒精、福徳長酒類、秋田県醗酵工業）※
- 老松酒造
- 王手門酒造
- 大石酒造
- 大石酒造場
- 太久保酒造
- 太田酒造※
- 大島食糧
- 大谷酒造
- 大津酒造
- 大山酒造
- 大山甚七商店
- オガタマ酒造
- 翁酒造※
- 沖永良部酒造
- 奥飛騨酒造
- 尾込商店
- 重家酒造

#### か行
- 甲斐商店
- 鹿児島酒造※
- 鹿児島醸造情報基盤
- 樫立酒造
- 天海の蔵
- 金升酒造※
- 釜屋※
- 神川酒造
- 神酒造
- 上杉酒造※
- 上妻酒造
- 亀萬酒造
- 川石本家酒類※
- 河津酒造
- 喜界島酒造
- 菊川※
- 喜久水酒造 (長野県)※
- 喜久水酒造 (秋田県)
- 菊水酒造 (高知県)
- 菊水酒造 (新潟県)
- 菊の城本舗
- 北の誉酒造
- 京屋酒造
- 清里町焼酎醸造事業所
- 玉泉堂酒造※
- 霧島町蒸留所
- 麒麟麦酒※
- 金龍※
- 熊本県酒造研究所
- 久米仙酒造
- 久保田酒造
- 玄海酒造
- 幸蔵酒造
- 神津島酒造
- 高良酒造
- 剛烈富永酒造店※
- 黄金井酒造
- 黄金酒造
- 小鹿酒造
- 小西酒造※
- 木場酒造
- 小牧醸造
- 小正醸造

#### さ行
- 坂井酒造
- 坂下酒造
- 相良酒造
- 櫻井酒造
- サクラオブルワリーアンドディスティラリー※
- 櫻之郷醸造
- 櫻乃峰酒造
- 笹の川酒造※
- 佐多宗二商店
- さつま霧島酒造
- 薩摩酒造
- さつま司酒造
- さつま無双
- 札幌酒精工業※(サッポロビールとは無関係)
- サッポロビール※
- 佐藤焼酎製造場
- 佐藤酒造
- 猿川伊豆酒造場
- サントリー※
- 三和酒類
- 塩田酒造
- 寿海酒造協業組合
- 焼酎蔵薩洲濵田屋伝兵衛
- 常徳屋酒造場
- 松露酒造
- 白石酒造
- 白金酒造
- 白玉醸造
- 白露酒造
- 新平酒造
- 軸屋酒造
- 酔仙酒造※
- 瑞鷹※
- 繊月酒造
- 千壽酒造※

#### た行
- 大海酒造協業組合
- 高崎酒造
- 高橋助作酒造店※
- 田崎酒造
- 種子島酒造
- 玉乃光酒造
- 田村
- 楽丸酒造
- 帖佐醸造
- 知覧醸造
- 通潤酒造
- 堤酒造
- 天海の蔵
- 天星酒造
- 田苑酒造
- 東亜酒造※
- 東海醗酵工業※
- 杜氏の里笠沙
- 轟醸造※
- 富田酒造場

#### な行
- 内藤醸造※
- 中野BC※
- 中俣
- 中村酒造場
- 長島研醸 (鹿児島県出水郡長島町)
- 那須酒造場
- 二階堂酒造
- ニッカウヰスキー※(発売：アサヒビール)
- 新納酒造
- 錦灘酒造
- 西酒造
- 西平酒造
- 西平本家
- 西吉田酒造

#### は行
- はざま酒造※
- 八丈興発
- 八丈島酒造
- 抜群酒造
- 花の香酒造
- 花春酒造※
- 濵田酒造
- 林酒造場
- 原口酒造
- 原田酒造
- 萬世酒造
- 東酒造
- 光酒造
- 美少年酒造
- 聖酒造※
- 平野醸造※
- 廣瀬商店※
- 日当山醸造
- 吹上焼酎
- 福井酒造場※
- 福田酒造
- 福徳長酒類※
- 藤市酒造※
- 藤正宗酒造
- 古澤醸造
- 紅乙女酒造
- 北陸醗酵工業※
- ほまれ酒造※
- 本田商店※
- 本坊酒造※

#### ま行
- 町田酒造
- 松井酒造 (鳥取県)
- 松浦一酒造
- 松﨑酒造
- 松の泉酒造
- 松の露酒造
- 丸西焼酎
- 萬膳酒造
- 三岳酒造
- 水口酒造
- 南酒造
- 美峰酒類※
- 宮城酒類※
- 宮﨑本店※
- 宮田本店
- 宮原酒造
- 御代桜醸造※
- 宗政酒造
- 村尾酒造
- 村祐酒造※
- 明利酒類※
- 第1アルコール　旧メルシャン※
- 森伊蔵酒造
- 盛田※
- 守屋酒造

#### や行
- 八木酒造
- 八代不知火蔵
- 山田商店※
- 山田酒造
- 大和桜酒造
- 山乃守酒造場
- 山村酒造
- 弥生焼酎醸造所
- 吉永酒造場
- 吉乃川※
- 四ッ谷酒造

#### ら行
- 龍神酒造※
- 六調子酒造
- ロジャナリカージャパン

#### わ行
- 渡邊酒造場

## 韓国の焼酎メーカー
- 眞露
- 斗山（鏡月）
- 宝海
- ハイト酒造